# ريتشل ديفيس هاريس
ريتشل ديفيس هاريس (بالإنجليزية: Rachel Davis Harris)‏ (10 يناير 1869 – 22 سبتمبر 1969) أمينة مكتبة وناشطة أمريكية. كانت قيادية بارزة من أصل أفريقي ومسؤولة مكتبة الأطفال في مكتبة لويزفيل العامة، الفرع الغربي، وهي واحدة من أولى المكتبات المعزولة عرقيًا في جنوب الولايات المتحدة. ساهمت في تشجيع الوصول العادل للشباب إلى المكتبات وخدماتها في مجتمع السود خلال عهد قوانين جيم كرو.

## نشأتها
ولدت ريتشل في لويزفيل بولاية كنتاكي، وكانت ابنة سوزان دافيس (لاحقًا سوزان جونسون). تخرجت من المدرسة الثانوية عام 1885. في لويزفيل، كان معدل الأمية بين السود مرتفعًا جدًا مقارنة مع البيض؛ 18.7% للسود مقارنة مع 1.7% للبيض. بعد حصولها على شهادة الثانوية، أصبحت هاريس عضوًا في قياديًا ضمن مجتمع السود في لويزفيل. بعد تخرجها، بدأت مسيرتها المهنية معلمة من سنة 1885 إلى سنة 1903. خلال ذلك الوقت، تزوجت دافيس من إي. جي. هاريس راعي كنيسة تجمع بلايموث، وأنجبًا طفلًا واحدًا.

## مسيرتها المهنية
افتتحت مكتبة لويزفيل العامة فرعها الغربي بعد استثمار من مكتبة كارنيجي. لى جانب معلمها، توماس فاونتن بلو، عينت هاريس مساعدة في فرع المكتبة سنة 1905. حثّ شغف بلو بتوفير خدمات المكتبة لمجتمع السود المحلي هاريس للاستمرار أيضًا في المزيد من التوعية. كان بلو وهاريس أول أمناء مكتبات عامة من السود في لويفيل، إذ كانوا رائدين في في إنشاء خدمة بلدية جديدة لمجتمع السود في لويزفيل. كانا قائدين متحمسين في إدارة المكتبة، وكانوا يكتبون وينشرون بنشاط مقالات على الصعيدين المحلي والوطني.
عملت هاريس في الفرع «الملون» في لويزفيل، وانجذبت إلى العمل في برامج توعية الشباب. جعلت لأوقات رواية القصص وقتًا مخصصًا أسبوعيًا، ونوادٍ للبنين والبنات، وزيارات مدرسية للترويج للمكتبة لأطفال المدارس. عملت هاريس أيضًا مع أعضاء هيئة التدريس في لويزفيل لإعداد مجموعات من الكتب الدراسية التي تدعم المناهج التي يجري تدريسها، مسترجعة بذلك سنوات عملها كمدرسة. علمتها سنواتها الأولى أهمية توافر مواد للقراءة خارج الصف الدراسي مسلية وتعليمية على حد سواء، فضلًا عن الحاجة إلى مجموعات من الكتب في الصفوف الدراسية.

في غضون خمس سنوات، اعتبر مشروع هاريس للتوعية ناجحًا. زادت جهود هاريس توزيع الكتب من 18 ألفًا إلى 55 ألفًا خلال فترة خدمتها التي دامت خمس سنوات، قائلةً في ذلك:
عندما ننظر اليوم إلى الوراء إلى حين بدأنا، نرى أنا المخاوف التي اعترتنا لا وجود لها اليوم. لم يحتج شعبنا سوى إلى فرصة مناسبة وتشجيع. لقد فاق نجاح فرعنا الآمال التي حلم بها كل من أبدى اهتمامًا بمنظمتنا، وإنّا لنشعر بالفخر تجاه النتائج التي حققناها.
استمر بروز هاريس في المجتمع الأفريقي الأمريكي بالازدياد طوال سنوات عملها في الفرع الملون. في شهر سبتمبر من عام 1913، عينت كبيرة مساعدين مسؤولة عن الفرع الشرقي الملون الذي افتتح حديثًا، والذي شيد بتمويل من مؤسسة كارنيجي. إلى جانب بلو، بدأت هاريس إجراء برنامج تدريب للأفراد المهتمين بالعمل في المكتبات في جميع أنحاء الولاية. هب كثيرون من المتدربين إلى العمل في الفروع الملونة الغربية والشرقية. بحلول عام 1924، كانت 37 امرأة من السود قد شاركن وتلقين التدريب من قبل هاريس وبلو. استمر نجاح البرنامج في التأكيد على مكانة هاريس في مجتمع لويزفيل للسود وأيضًا المجتمعات المكتبية.
سمحت لها شهرتها بافتتاح فروع جديدة للأمريكيين من أصل أفريقي في رونوك، فيرجينيا؛ وجورجتاون، كنتاكي. واصلت هاريس العمل مع المدارس لتوسيع مجموعات الكتب والخدمات في لويزفيل ومقاطعة جيفرسون. بحلول عام 1923، أضيفت 58 من مجموعات الكتب الدراسية في 30 مبنى مدرسي بمساعدة هاريس.